# Perinereis singaporiensis
Perinereis singaporiensis är en ringmaskart som först beskrevs av Grube 1878.  Perinereis singaporiensis ingår i släktet Perinereis och familjen Nereididae. Inga underarter finns listade i Catalogue of Life.